# Tavda (stad)
Tavda (Russisch: Тавда) is een Russische stad onder oblastjurisdictie op het West-Siberisch Laagland op de rechteroever van de gelijknamige rivier Tavda (stroomgebied van de Ob) op 360 kilometer ten noordoosten van Jekaterinenburg en 130 kilometer ten westen van Tjoemen in het uiterste oosten van oblast Sverdlovsk. De stad heeft een oppervlakte van 160 km², waarvan 45 km² bebouwd is.

## Geschiedenis
De rivier de Tavda was al bekend bij de Russen in de 15e eeuw. Onder andere Jermak voer met zijn kozakken over de rivier. De plaats zelf werd echter pas gesticht in 1910, toen het gebied werd opengesteld voor de houtkap. In 1916 werd de plaats daarvoor aangesloten op een spoorlijn naar Toerinsk en Jekaterinenburg. Op 21 juli 1937 kreeg de plaats de naam Tavda en de status van stad onder jurisdictie van de oblast. Het hydroniem 'Tavda' is mogelijk afkomstig van het Mansische woord taoet, dat zoiets betekent als "splitsing" (Russisch: рукав).

## Economie
De stad is een groot centrum voor de houtindustrie. Er bevinden zich een complex voor de houtindustrie, een kombinaat voor houten composietplaatmaterialen, een hydrolysefabriek, een mechanische fabriek, waar trailers worden gebouwd voor het vervoer van hout, en een haven.

## Demografie
| Jaar      | 1959   | 1970   | 1979   | 1989   | 2002   |
| Bevolking | 48.000 | 47.300 | 46.400 | 46.100 | 40.700 |